# Odraha
Odraha (en népalais : ओद्राहा) est un comité de développement villageois du Népal situé dans le district de Saptari. Au recensement de 2011, il comptait 4 494 habitants.